# Oncopeltus famelicus
Oncopeltus famelicus är en insektsart som först beskrevs av Fabricius 1781.  Oncopeltus famelicus ingår i släktet Oncopeltus och familjen fröskinnbaggar. Inga underarter finns listade i Catalogue of Life.